# Spoiler (mídia)

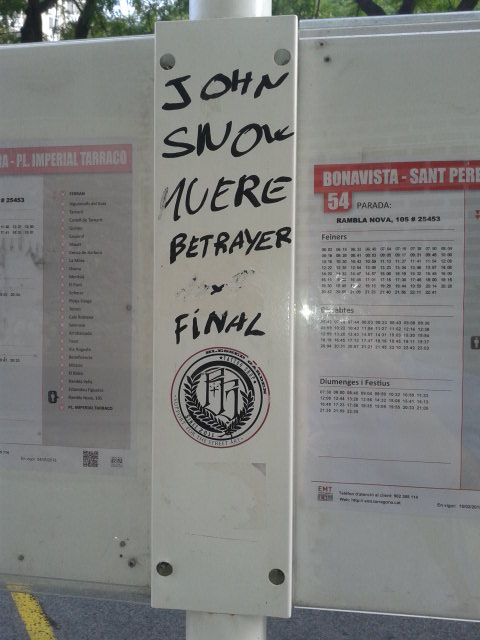
Spoiler escrito em um ponto de ônibus em Tarragona, em 2015, sobre o final de uma das temporadas de Game of Thrones (guerra dos tronos)

Spoiler (do inglês, “aquilo ou aquele que vem para estragar, deteriorar ou prejudicar”) se refere originalmente a espólio ou espoliação, termo oriundo do meio jurídico e que significa “ato de privar alguém de algo que lhe pertence ou a que tem direito por meio de fraude ou violência; esbulho”.
Na utilização popular, passou a designar usualmente qualquer fragmento de uma fala, texto, imagem ou vídeo que faz revelações de fatos importantes ou mesmo do próprio desfecho da trama de obras, como filmes, séries, desenhos animados, animações e animes, conteúdo televisivo, livros e videogames em que, na maioria das vezes, prejudica ou arruína a apreciação de tais obras pela primeira vez (o que, em português, seria um "desmancha" ou "estraga-prazeres"). Por exemplo, revelar que, numa determinada história, o assassino, surpreendentemente, não é o mordomo, destruindo a surpresa de quem assiste à história.
O espoliador pode ser perpetrado de modo inconsciente, ao ser comentado por um indivíduo (interlocutor) despercebidamente, numa conversa, dessa forma o espectador (receptor) pode de forma igualmente inadvertida ser exposto ao espoliador; a espoliação também pode contrariamente ser fruto de uma elucubração intencionalmente planejada e perpetrada.
Quando perpetrada intencionalmente, não é incomum que a espoliação, além de revelar o enredo, seja acompanhada de comentários apreciativos ou depreciativos a respeito da obra.
Os espoliadores são mais comumente procurados por fãs de uma obra após a sua apreciação inicial, muitas vezes servindo nessa perspectiva de obra complementar à original, permitindo a estes estender sua experimentação ligada a obra, ou ainda vivenciá-la de uma perspectiva levemente diferente daquela original de sua primeira apreciação.